# Дон-Орионе
Дон-Орионе (исп. Don Orione) — поселение в Аргентине в провинции Буэнос-Айрес. Часть агломерации Большой Буэнос-Айрес.

## История
Застройка этой местности началась в 1976 году, в период последней военной хунты в Аргентине. При поддержке Национального жилищного фонда было возведено несколько тысяч домов, в результате чего этот пригород стал одной из самых плотно населённых зон Большого Буэнос-Айреса.